# Paraliparis obliquosus
Paraliparis obliquosus är en fiskart som beskrevs av Chernova och Duhamel 2003. Paraliparis obliquosus ingår i släktet Paraliparis och familjen Liparidae. IUCN kategoriserar arten globalt som otillräckligt studerad. Inga underarter finns listade i Catalogue of Life.